# Perry Metzler
Perry Metzler (* 11. Oktober 1940; † 14. Februar 1971 in Bình Định, Südvietnam) war ein US-amerikanischer Radsportler. Er war der erste afroamerikanische Radsportler, der einen nationalen Amateur-Titel im Radsport errang.  Der Radsporthistoriker Peter Nye bezeichnet seinen Lebensweg als „may be the greatest tragedy in American cycling“.

## Sportliche Laufbahn
Perry Metzler wuchs auf in Yazoo City in Mississippi; er hatte einen Zwillingsbruder namens Jerry. Als die Jungen etwa zehn Jahre alt waren, zog die Familie Metzler – wie viele andere schwarze Familien zu jener Zeit auch – in den Norden, nach New York. 1953 begannen die Brüder mit dem Radsport im Crusaders Club of Brooklyn, den afroamerikanische Radsportler gegründet hatten; die Sportler fuhren gebrauchtes Material und reparierten ihre Räder selbst.
Im Mai 1954 gewann Jerry Metzler sein erstes Rennen, sein Bruder Perry wurde Zweiter. Amos Ottley, ein älterer schwarzer Radsportler, und Ken Farnum, ein Olympionike aus Barbados, betreuten die beiden Jungen. Ottley wurde Vaterersatz, nachdem die Familie Metzler zerbrochen war. Mitte des Jahres lösten sich die Crusaders auf, da der Schatzmeister die Clubkasse veruntreut hatte. Andere Vereine nahmen die jungen Schwarzen jedoch wegen ihrer Hautfarbe nicht auf, viele von ihnen hörten daher mit dem Radsport auf.
1956 qualifizierten sich die Metzler-Zwillinge für die nationalen Meisterschaften in Orlando, wurden dort aber wegen der Rassentrennung aus der Stadt verwiesen und mussten umkehren. Jerry Metzler gab daraufhin frustriert den Radsport auf. Sein Bruder Perry gewann hingegen in diesem Jahr die Junior Best All Round Trophy, eine Gesamtwertung mehrerer Rennen. 1957 qualifizierte sich Perry Metzler erneut für die US-amerikanischen Meisterschaften, die auf dem Washington Park Velodrome in Kenosha ausgetragen wurden, hatte aber kein Geld für die Fahrt dorthin. Der Polizeibeamte und Radsportfunktionär Al Toefield, der ihn kurz zuvor auf der Straße traf, bot ihm an, ihn in seinem Auto mitzunehmen. Dort wurde Metzler US-amerikanischer Juniorenmeister; damals wurden die Bahnradsport-Meisterschaften als Omnium ausgetragen. Damit war er der erste afroamerikanische Radsportler, der einen nationalen Titel bei den Amateuren gewann. Bis dahin war es erst einem schwarzen Rennfahrer gelungen, US-amerikanischer Meister zu werden, als Major Taylor im Jahr 1900 den Sprint-Titel bei den Profis gewonnen hatte.
Der größte New Yorker Radsportverein, die Century Road Club Association (CRCA), wollte das große Talent Metzler daraufhin als Mitglied aufnehmen. Da Schwarze nicht zugelassen waren, wurde er als Mexikaner angemeldet. Im Januar 1960 wurde Perry Metzler zur US Army eingezogen und in Fort Jackson, South Carolina, stationiert. Trotz intensiver Bemühungen von Al Toefield, der auch Mitglied des United States Olympic Committee war, wurde Metzler nicht in das Armed Forces Special Services program aufgenommen, wo er für die Qualifikationsrennen zu den Olympischen Spielen 1960 in Rom hätte trainieren können. Später fand Toefield heraus, dass ein Offizier aus den Südstaaten diese Versetzung systematisch hintertrieben hatte. Perry Metzler konnte sich nicht für die Teilnahme an den Spielen qualifizieren, und sein Freund Herb Francis startete als erster afroamerikanischer Radsportler für die USA bei Olympischen Spielen.
In den 1960er Jahren bestritt Perry Metzler ab und an Rennen im Nordosten der USA. 1962 gewann er die Oststaaten-Meisterschaften auf einer mobilen Radrennbahn in Fair Oaks. Vier Jahre später gehörte er zu einer von Toefield geleiteten Mannschaft, die an einem panamerikanischen Radsportmeeting in Trinidad und Tobago teilnahm, und avancierte dort zum Publikumsliebling.
1967 qualifizierte sich Metzler wiederum für die US-amerikanischen Meisterschaften, musste aber anschließend – er hatte inzwischen Familie und war arbeitslos – aus finanziellen Gründen den Radsport aufgeben. In den Jahren 1967 und 1968 beging er einige Straftaten wie Raubüberfälle. Deshalb beschloss er 1969, sich erneut zur Armee zu melden: „He wanted to get out of the ghetto environment“, berichtete seine Frau später. Zu diesem Zweck fuhr er von Chicago, wo er inzwischen lebte, nach Detroit.  Um angenommen zu werden, gab er an, unverheiratet und kinderlos zu sein, nachdem er in Chicago als verheirateter Familienvater abgelehnt worden war. Er machte eine Ausbildung zum Fallschirmjäger und wurde am 3. Februar 1970 nach Vietnam transportiert. Dort kam er elf Tage später mutmaßlich durch eigene Hand zu Tode. Als offizielle Todesursache wurde angegeben: „Non-hostile, died from other causes. Accidental self-destruction“. Er wurde auf dem Long Island National Cemetery  bestattet.